# Gran Premi d'Europa del 2006
El Gran Premi d'Europa de la temporada 2006 va ser disputat el 7 de maig de 2006, al circuit de Nürburgring. Fou la cinquena carrera de la temporada.

## Classificació per la graella de sortida
| Pos | País                        | Pilot                | Equip               | Part 3   | Part 2   | Part 1   |
| --- | --------------------------- | -------------------- | ------------------- | -------- | -------- | -------- |
| 1   | Bandera de l'estat espanyol | Fernando Alonso      | Renault             | 1:29.816 | 1:30.336 | 1:31.138 |
| 2   | Bandera d'Alemanya          | Michael Schumacher   | Ferrari             | 1:30.028 | 1:30.013 | 1:31.235 |
| 3   | Bandera del Brasil          | Felipe Massa         | Ferrari             | 1:30.407 | 1:30.732 | 1:31.921 |
| 4   | Bandera del Brasil          | Rubens Barrichello   | Honda               | 1:30.754 | 1:30.469 | 1:31.671 |
| 5   | Bandera de Finlàndia        | Kimi Räikkönen       | McLaren-Mercedes    | 1:30.933 | 1:30.203 | 1:31.263 |
| 6   | Bandera del Regne Unit      | Jenson Button        | Honda               | 1:30.940 | 1:30.755 | 1:31.420 |
| 7   | Bandera d'Itàlia            | Jarno Trulli         | Toyota              | 1:31.419 | 1:30.733 | 1:31.809 |
| 8*  | Canadà                      | Jacques Villeneuve   | BMW Sauber-BMW      | 1:31.542 | 1:30.865 | 1:31.545 |
| 9   | Colòmbia                    | Juan Pablo Montoya   | McLaren-Mercedes    | 1:31.880 | 1:30.671 | 1:31.774 |
| 10† | Austràlia                   | Mark Webber          | Williams-Cosworth   | 1:33.405 | 1:30.892 | 1:31.712 |
| 11  | Bandera d'Alemanya          | Ralf Schumacher      | Toyota              |          | 1:30.944 | 1:31.470 |
| 12† | Bandera d'Alemanya          | Nico Rosberg         | Williams-Cosworth   |          | 1:31.194 | 1:32.053 |
| 13  | Bandera d'Itàlia            | Giancarlo Fisichella | Renault             |          | 1:31.197 | 1:31.574 |
| 14  | Bandera del Regne Unit      | David Coulthard      | Red Bull-Ferrari    |          | 1:31.227 | 1:31.742 |
| 15  | Bandera d'Alemanya          | Nick Heidfeld        | BMW Sauber-BMW      |          | 1:31.422 | 1:31.457 |
| 16  | Bandera d'Itàlia            | Vitantonio Liuzzi    | Toro Rosso-Cosworth |          | 1:31.728 | 1:32.651 |
| 17  | Àustria                     | Christian Klien      | Red Bull-Ferrari    |          |          | 1:32.901 |
| 18  | Països Baixos               | Christijan Albers    | MF1-Toyota          |          |          | 1:32.936 |
| 19  | Estats Units d'Amèrica      | Scott Speed          | Toro Rosso-Cosworth |          |          | 1:32.992 |
| 20  | Portugal                    | Tiago Monteiro       | MF1-Toyota          |          |          | 1:33.658 |
| 21  | Japó                        | Takuma Sato          | Super Aguri-Honda   |          |          | 1:35.239 |
| 22  | França                      | Franck Montagny      | Super Aguri-Honda   |          |          | 1:46.505 |

### Aclariments
- Les 3 voltes més ràpides de Jacques Villeneuve a la tercera sessió classificatòria van ser descartats per obstruir a Giancarlo Fisichella. Como a resultat d'això, Villeneuve va sortir en el 9è lloc de la graella.
- Tant Mark Webber com Nico Rosberg van canviar motor, pel que van perdre 10 llocs a la graella de sortida del diumenge. A conseqüència d'això, van sortir en el 19e i el 20e lloc respectivament.

### Resultats de la cursa
| Pos | No | Pilot                | Equip               | Voltes | Temps/ Retirada | Pos. de sortida | Punts |
| --- | -- | -------------------- | ------------------- | ------ | --------------- | --------------- | ----- |
| 1   | 5  | Michael Schumacher   | Ferrari             | 60     | 1h 35' 58. 765  | 2               | 10    |
| 2   | 1  | Fernando Alonso      | Renault             | 60     | + 3.7 s         | 1               | 8     |
| 3   | 6  | Felipe Massa         | Ferrari             | 60     | + 4.4 s         | 3               | 6     |
| 4   | 3  | Kimi Räikkönen       | McLaren-Mercedes    | 60     | + 4.8 s         | 5               | 5     |
| 5   | 11 | Rubens Barrichello   | Honda               | 60     | + 1' 12.5 min.  | 4               | 4     |
| 6   | 2  | Giancarlo Fisichella | Renault             | 60     | + 1' 14.1 min.  | 11              | 3     |
| 7   | 10 | Nico Rosberg         | Williams-Cosworth   | 60     | + 1' 14.5 min.  | 22              | 2     |
| 8   | 17 | Jacques Villeneuve   | BMW Sauber-BMW      | 60     | + 1' 29.3 min.  | 9               | 1     |
| 9   | 8  | Jarno Trulli         | Toyota              | 59     | + 1 Volta       | 7               |       |
| 10  | 16 | Nick Heidfeld        | BMW Sauber-BMW      | 59     | + 1 Volta       | 13              |       |
| 11  | 21 | Scott Speed          | Toro Rosso-Cosworth | 59     | + 1 Volta       | 17              |       |
| 12  | 18 | Tiago Monteiro       | MF1-Toyota          | 59     | + 1 Volta       | 18              |       |
| 13  | 19 | Christijan Albers    | MF1-Toyota          | 59     | + 1 Volta       | 16              |       |
| Ret | 7  | Ralf Schumacher      | Toyota              | 52     | Motor           | 10              |       |
| Ret | 4  | Juan Pablo Montoya   | McLaren-Mercedes    | 52     | Motor           | 8               |       |
| Ret | 22 | Takuma Sato          | Super Aguri-Honda   | 45     | Hidràulics      | 20              |       |
| Ret | 23 | Franck Montagny      | Super Aguri-Honda   | 29     | Hidràulics      | 21              |       |
| Ret | 12 | Jenson Button        | Honda               | 28     | Motor           | 6               |       |
| Ret | 15 | Christian Klien      | Red Bull-Ferrari    | 28     | Caixa de canvi  | 15              |       |
| Ret | 9  | Mark Webber          | Williams-Cosworth   | 12     | Hidràulics      | 19              |       |
| Ret | 14 | David Coulthard      | Red Bull-Ferrari    | 2      | Accident        | 12              |       |
| Ret | 20 | Vitantonio Liuzzi    | Toro Rosso-Cosworth | 0      | Accident        | 14              |       |

### Altres
- Pole: Fernando Alonso 1' 29. 816

- Volta ràpida: Michael Schumacher: 1:32.099 (a la volta 39)

- Líders: Fernando Alonso 1–16, 24–37; Michael Schumacher 17–18, 38–41, 45–60; Kimi Räikkönen 19–23, 42–44.